# Le voci bianche
Le voci bianche è un film del 1964 diretto da Pasquale Festa Campanile e Massimo Franciosa, presentato fuori concorso al 17º Festival di Cannes.
Il film è indirettamente noto per la disavventura tributaria che causò a un assicuratore ferrarese omonimo dell'attore Paolo Ferrari. Il Fisco gli chiese per sbaglio per quindici anni di pagare le tasse sui guadagni del film realizzati dall'attore protagonista.

## Trama
Roma, metà del Settecento. Meo è un poveraccio che deve perennemente risolvere il problema della fame.
La grande occasione si presenta quando un amico gli dà l'idea di sacrificare il fratello più piccolo e portarlo in un Conservatorio per castrarlo e farlo diventare una "voce bianca", in un'epoca in cui, per volere papale, le donne non potevano recitare a teatro e quindi i castrati erano tenuti in grande considerazione perché ricoprivano i ruoli femminili.
I 300 scudi di compenso risolverebbero i problemi della famiglia e permetterebbero a Meo di sposarsi, ma il fratello pensa bene di scappare.
Meo lo deve sostituire, visto che non può restituire i soldi e non vuole neppure essere incarcerato. Corrompendo il chirurgo, salva la sua virilità ma deve fingere continuamente di essere una voce bianca. Entrato nel bel mondo della nobiltà romana, approfitta della sua condizione per soddisfare le voglie libertine delle signore, fino a quando mette incinta la stessa ragazza che avrebbe dovuto sposare. Scoperto dal marito della nobildonna, preferisce diventare davvero un castrato stavolta, piuttosto che vedersi decapitare.

## Distribuzione
Distribuito dalla Cineriz il 13 agosto 1964.

## Critica
Ottavio Jemma, scrittore, sceneggiatore e abituale collaboratore del regista (anche se non in questo film), definisce Le voci bianche «un ritratto causticamente feroce della Roma seicentesca, libertina e ipocrita, prosperante all'ombra del governo papalino». Il critico Ermanno Comuzio notò invece che «La satira viene fuori da un'efficace collaborazione fra i diversi elementi creativi: i gustosi costumi e le scenografie di Pier Luigi Pizzi (ma il merito è prima ancora dei registi, che hanno saputo fondere i costumi dei personaggi con gli sfondi autentici della Roma barocca), la recitazione guidata da un Paolo Ferrari scatenato, le argute citazioni musicali di Gino Marinuzzi Jr.».
Per il Dizionario Mereghetti è un film «impertinente e graffiante [...] che dimostra una ricchezza d'invenzioni e una libertà di toni che il prolifico Festa Campanile non toccò mai - né prima né dopo - nella sua pur lunga carriera». Il Dizionario Morandini lo definisce «una delle più impertinenti e spregiudicate tra le farse in costume degli anni '60».